# Хронологија СФРЈ и СКЈ октобар 1972.
Хронолошки преглед важнијих догађаја везаних за друштвено-политичка дешавања у Социјалистичкој Федеративној Републици Југославији (СФРЈ) и деловање Савез комуниста Југославије (СКЈ), као и општа политичка, друштвена, спортска и културна дешавања која су се догодила у току октобра месеца 1972. године.
| ← септембар · Хронологија СФРЈ и СКЈ током 1972. године · новембар → |

#### 2. октобар
- На Брионима одржан састанак председника Републике Јосип Броз Тито са председником Савезног извршног већа Џемалом Биједићем пред његов одлазак у посету Арапској Републици Египту.
- На Брионима одржан састанак председника Републике Јосип Броз Тито са председником Савеза синдиката Југославије Душаном Петровићем Шанетом, који га је обавестио о актуелним питањима у раду Савеза синдиката.
- У Београду умро проф. др Радован Лалић (1908—1972), слависта и лингвиста, професор и декан Филолошког факултета у Београду. Сахрањен је у Алеји заслужних грађана на Новом гробљу у Београду.

#### 3. октобар
- У Београду, у згради Ректората одржана свечана седница Универзитета у Београду на којој је ректор Универзитета проф др Јован Глигоријевић књижевнику Иви Андрићу доделио титулу почасног доктора наука.

#### 3—8. октобар
- У посети Арапској Републици Египат боравио председник Савезног извршног већа Џемал Биједић.

#### 4. октобар
- У Београду, у Белом двору председник Републике Јосип Броз Тито примио делегацију Савеза удружења бораца НОР-а Југославије, коју је предводио председник Савезног одбора СУБНОР-а Чедо Капор. Председник Тито је делегацији уручио Орден братства и јединства са златним венцем, којим је поводом двадесетпетогодишњице оснивања одликовао ову борачку организацију.
- У Титограду одржана седница Централног комитета Савеза комуниста Црне Горе на којој су донете одлуке о отклањању узрока неоправданих социјалних разлика и о задацима комуниста да напори у том правцу постану саставни део целокупне друштвено-економске политике.

#### 5. октобар
- У Београду, у Белом двору председник Републике Јосип Броз Тито примио заменика председника Владе и министра рата Арапске Републике Египат генерала Мохамеда Садека, који се налазио у пријатељској посети Југословији и њеним оружаним снагама.
- У Београду, у Палати федерације председник Републике Јосип Броз Тито примио представнике свих земаља учесница XX шаховске олимпијаде (која је од 17. септембра до 11. октобра одржана у Скопљу). Пријему је присуствовао и председник Међународне шаховске федерације др Макс Еве, са осталим функционерима ФИДЕ.

#### 7. октобар
- У Београду отпочео IV међународни музички фестивал Београдске музичке свечаности (БЕМУС). Отворен је гостовањем Берлинске филхармоније под управом Херберта фон Карајана.
- У Марибору на седници Градског комитета Савеза комуниста Марибора о значају „Писма председника и Извршног бироа Председништва СКЈ“ говорио секретар Извршног комитета Председништва СКЈ Стане Доланц.

#### 8. октобар
- У Глини на прослави тридесетогодишњице оснивања Седме банијске дивизије о значају „Писма председника и Извршног бироа Председништва СКЈ“ говорио члан др Владимир Бакарић, члан Председништва СКЈ.

#### 8—15. октобар
- У посети Југославији, на позив Савезног извршног већа боравио секретар Савета за узајамну економску помоћ Николај Васиљевич Фадејев

#### 9. октобар
- У Београду у Скупштини града Иви Андрићу, књижевнику и добитнику Нобелове награде (1961), поводом осамдесетог рођендана председник Скупштине града Бранко Пешић уручио Златну спомен плакету Београда. Истог дана Председник Републике Јосип Броз Тито га је истим поводом одликовао Орденом јунака социјалистичког рада.

#### 9—16. октобар
- У посети Југославији боравила делегација Социјалдемократске партије Финске.

#### 9—20. октобар
- У посети Југославији боравила делегација Комунистичке партије Француске, коју је предводио генерални секретар КПФ Жорж Марше. Током посете делегација је 12. октобра у Белом двору, у Београду водила разговоре са председником СКЈ Јосипом Брозом Титом и секретаром Извршног бироа Председништва СКЈ Станетом Доланцом.

#### 10. октобар
- У Београду одржана свечана академија посвећена осамдесетој годишњици рођења књижевника Иве Андрића на којој му је потпредседник Председништва СФРЈ Рато Дугоњић уручио Орден јунака социјалистичког рада.

#### 12—18. октобар
- У посети Југославији, као гост патријарха српског Германа, боравио патријарх московски и целе Русије Пимен.

#### 13. октобар
- У Београду одржана седница Универзитетског комитета Савеза комуниста Београда на којој су поздрављени задаци који су објављену у „Писму председника и Извршног бироа Председништва СКЈ“.

#### 13—16. октобар
- У Београду одржани састанци председника Републике Јосипа Броза Тита са руководећим друштвено-политичким активом Социјалистичке Републике Србије. До разговора је дошло на иницијативу председника Тита, а на њима су учествовала 82 функционера - чланови Председништва СКЈ, Председништва СФРЈ, Савета федерације и сви савезни функционери из СР Србије, као и републички функционери - чланови Секретеријата ЦК СК Србије, Секретеријата Покрајинских комитета СК Војводине и СК Косова, Секретеријата Градског комитета СК Београда, представници републичких душтвено-политичких организација и др. Међу присутним функционерима из Србије били су - Марко Никезић, Латинка Перовић, Мирко Тепавац, Бранко Пешић, Дража Марковић, Коча Поповић, Цана Бабовић, Јован Веселинов, Воја Лековић, Ида Сабо, Пал Шоти и др. Такође састанку су присуствовали секретар Извршног комитета Председништва СКЈ Стане Доланц и члан Извршног бироа Киро Глигоров. На састанцима је разматрана актуелна политичка ситуација у СР Србији, са посебним критичким освртом на недостатке у спровођењу одлука СКЈ унутар СК Србије.

#### 15. октобар
- У Травнику, родном месту Иве Андрића, у присуству председника Савезног извршног већа Џемала Биједића и књижевника Иве Андрића свечано отворена југословенска културна манифестација „Месец књиге“.
- У Београду, од срчаног удара, умро Виктор Бубањ (1918—1972), генерал-пуковник авијације, начелник Генралштаба ЈНА (1970—1972) и носилац Ордена народног хероја. Сахрањен је у Алеји заслужних грађана на Новом гробљу у Београду. На дужности начелника Генералштаба ЈНА заменио га је 19. октобра генерал-пуковник Стане Поточар.

#### 15—21. октобар
- У посети Краљевини Белгији боравила делегација Социјалистичког савеза радног народа Југославије (ССРНЈ), коју је предводио председник Савезне конференције ССРНЈ Вељко Милатовић.

#### 17. октобар
- У Београду одржана седница Извршног већа Скупштине СР Србије на којој су разматрани задаци који проистичу из писма Извршног бироа Председништва СКЈ и говора Јосипа Броза Тита друштвено-политичком активу Социјалистичке Републике Србије. На седници је дата пуна подршка критичким оценама председника Тита и „Писма председника и Извршног бироа Председништва СКЈ“.
- У Београду умро принц Ђорђе Карађорђевић (1887—1972), старији син краља Петра I Карађорђевића и престолонаследник Краљевине Србије до 1909. године. Сахрањен је у Цркви Светог Ђорђа на Опленцу у Тополи (био је једини представник династије Карађорђевић који је наставио да живи у Југославији после 1945. године).

#### 17—21. октобар
- У посети Југославији боравила краљица Елизабета II, суверен Уједињеног Краљевства Велике Британије и Северне Ирске и осталих Крунских земаља Комонвелта. Она је у посету дошла на позив председника Републике Јосипа Броза Тита, а са њом су допутовали - супруг принц Филип и ћерка принцеза Ана. Краљица је најпре посетила Београд, где је првог дана посете 17. октобра засадила дрво у Парку мира и пријатељства, а 18. октобра посетила Београдски универзитет. Трећег дана посете, 19. октобра Плавим возом је отпутовала у Титоград, а затим у Дубровник. Четвртог дана посете, 20. октобра је посетила Загреб, Ђаково и острво Брионе. Током посете Југославији, 19. октобра краљица Елизабета II и њен супруг Филип су одликовани Орденом југословенске велике звезде.

#### 18. октобар
- Одржана седница Извршног бироа Председништва СКЈ на којој је донета одлука да се „Писмо председника и Извршног бироа Председништва СКЈ“ (написано 18. септембра, а 29. септембра упућено организација и члановима СК) објави у медијима како би сви радни људи мобилисали око остваривања његових задатака.

#### 19. октобар
- У Приштини одржана заједничка седница Покрајинског комитета Савеза комуниста Косова, Председништва Покрајинске конференције Социјалистичког савеза радног народа Косова и Председништва Савеза синдиката Косова на којој се расправљало о актуелним проблемима кадровске политике у САП Косово. На седници је истакнуто да је један од најзначајнијих задатака покрајинких организација Савеза комуниста, Соицијалистичког савеза и Савеза синдиката побољшање квалификационе структуре запослених и стварање услова за брже обезбеђење стручних кадрова.

#### 19—23. октобар
- У посети Савезној Републици Немачкој, као гости Социјалдемократске партије Немачке, боравили Киро Глигоров, члан Извршног бироа Председништва СКЈ и Никола Михаљевић, члан Председништва СКЈ.

#### 20. октобар
- У Загребу одржана заједничка седница Извршног комитета ЦК СК Хрватске и Републичког већа СУБНОР-а Хрватске на којој је расправљано о политичком деловању Савеза бораца и задацима борачке организације у борби против снага противних политици СКЈ.

#### 21. октобар
- У Београду одржана 43 седница Централног комитета Савеза комуниста Србије на којој усвојене оставке које су поднели Марко Никезић, председник ЦК СКС и Латинка Перовић, секретар ЦК СКС због либералистичке политике у СКС и критике која им је упућена од стране председника Тита, као и чланства ЦК СКС.

#### 21—25. октобар
- У водама средњег Јадрана (Шибеник-острво Јабука-острво Палагружа-Дубровник-Вргорац-Сињ) изведена је поморска здружена вежба „Подгора 72“. Она је изведена у духу оператвне ситуације прошлогодишњег маневара „Слобода 71“, ради провере и даље разраде доктрине општенародног одбрамбеног рата против агресора на острва, обално море и обале. Овој поморској вежби присуствовао је и Врховни командант оружаних снага СФРЈ маршал Југославије Јосип Броз Тито, а на крају вежбе је одржан свечани дефиле Југословенске ратне морнарице.

#### 22—27. октобар
- У посети Краљевини Шведској боравио члан Извршног бироа Председништва СКЈ Тодо Куртовић.

#### 23. октобар
- У Београду одржана седница Секретеријата ЦК СК Србије са секретарима међуопштинских конференција Савеза комуниста Србије на којој је разматрана новонастала политичка ситуација у Републици.

#### 24. октобар
- Одржан проширени састанак Извршног бироа Председништва СКЈ на ком су разматрани задаци око остваривања „Писма председника и Извршног бироа Председништва СКЈ“.

#### 25. октобар
- У Љубљани одржана седница Извршног већа Скупштине СР Словеније на којој је разматрана ситуација после критике изражене у „Писму председника и Извршног бироа Председништва СКЈ“.

#### 26. октобар
- у Београду одржана 44 седница Централног комитета Савеза комуниста Србије на којој су извршне кадровске промене — на упражњена места председника и секретара ЦК СКС. За новог председника Централног комитета изабран је Тихомир Влашкалић, члан ЦК, а за секретара је изабран Никола Петронић, члан ЦК и дотадашњи члан Секретаријата ЦК СКС. На упражњено место у Секретаријату је изабран Милета Јешић, члан ЦК СКС.
- У Новом Саду Скупштина Социјалистичке Аутономне Покрајине Војводине донела „Закон о мерама за развој недовољно развијених општина“. Овим законом утврђено је постојање 16 недовољно развијених општина на подручју Покрајине и њима су додељена буџетска средства за подстицање бржег развоја. Недовољно развијене општине биле су - Алибунар, Бач, Бела Црква, Жабаљ, Житиште, Ириг, Ковачица, Ковин, Нова Црња, Нови Кнежевац, Опово, Пећинци, Пландиште, Сечањ, Тител и Шид.

#### 27. октобар
- У Београду одржана седница Градског комитета Савеза комуниста Београда, на којој је критички разматран рад руководства Градског комитета током периода „либерализма“. Дотадашњи секретар Градског комитета СК Београда Боривоје Павловић је поднео остаку, а за новог секретара је изабран Ђорђе Лазић.

#### 27—28. октобар
- У посети Републици Финској боравио члан Извршног бироа Председништва СКЈ Тодо Куртовић.

#### 27—30. октобар
- У посети Југославији боравио министар иностраних послова Народне Републике Бангладеш Абдус Самад Азад. Задњег дана посете, 30. октобра он се на Брионима састао са председником Републике Јосипом Брозом Титом.

#### 28. октобар—1. новембар
- У посети Краљевини Норвешкој боравио члан Извршног бироа Председништва СКЈ Тодо Куртовић.

#### 30. октобар
- На Брионима одржана седница Председништва СКЈ, којој је присуствовао председник СКЈ Јосип Броз Тито. На седници је расправљано о реализацији ставова из „Писма председника и Извршног бироа Председништва СКЈ“ упућеног организацијама и члановима СКЈ и о остваривању задатака Председништва на реализацији Акционог програма Друге конференције СКЈ о друштвено-политичким односима и о економској политици. На седници је донета одлука и о образовању посебног тела у оквиру Председништва СКЈ, које би радило на решавању отворених проблема у развоју друштвено-економских односа и привредног система као и у области развојне политике.

#### 31. октобар
- У Љубљани одржана седница Скупштине СР Словеније на којој је усвојена оставка председник Извршног већа Станета Кавчича.
- У Београду умрла Бета Вукановић (1872—1972), сликарка.